# Frequentiesynthesizer

Blokdiagram van een ontvanger met frequentiesynthesizer.

Een frequentiesynthesizer is een elektronische schakeling die uit een enkele referentiefrequentie een reeks frequenties genereert. Frequentiesynthesizers worden gebruikt in veel moderne apparaten zoals radio-ontvangers, televisietoestellen, mobiele telefoons, radiotelefoons, walkietalkies, CB-radio's, kabeltelevisieconverterboxen, satellietontvangers, en GPS-systemen.
Een frequentiesynthesizer maakt gebruik van technieken om frequenties te vermenigvuldigen, delen of mengen, directe digitale synthese, en phase-locked loops om zijn frequenties te genereren. De stabiliteit en nauwkeurigheid van de uitgang van de frequentiesynthesizer hangen samen met de stabiliteit en nauwkeurigheid van zijn referentiefrequentie-ingang. Bijgevolg maken synthesizers gebruik van stabiele en nauwkeurige referentiefrequenties, zoals die van kristaloscillatoren.